# Samsung Galaxy Young 2
El Samsung Galaxy Young 2 es un teléfono inteligente de gama baja de Samsung Electronics que se lanzó en junio de 2014. Como todos los demás teléfonos inteligente s Samsung Galaxy, el Galaxy Young funciona con el sistema operativo móvil Android. Tiene una pantalla táctil TFT LCD de 3,5 pulgadas. El modelo SM-G130H es compatible con doble SIM. Muchos usuarios han encontrado que las capacidades del dispositivo son básicas y lo ven como un teléfono inteligente de gama baja para niños o adolescentes que tienen su primer teléfono inteligente.

## Especificaciones
El dispositivo funciona con Android 4.4.2 KitKat con la interfaz de usuario TouchWiz Essence de Samsung. Tiene 1 GHz, un procesador de un solo núcleo y 512 MB de RAM.
Es actualizable mediante ROMs a Android 7.0 Nougat